# Troglocaris (Spelaeocaris) kapelana
Troglocaris (Spelaeocaris) kapelana is een garnalensoort uit de familie van de Atyidae. De wetenschappelijke naam van de soort is voor het eerst geldig gepubliceerd in 2009 door Sket & Zakšek.